# JuniFEUP
JuniFEUP é a Júnior Empresa da Faculdade de Engenharia da Universidade do Porto (FEUP), fundada em 2001. A organização tem como missão proporcionar experiências empresariais reais a estudantes universitários, desenvolvendo projetos inovadores nas áreas de Consultoria de Gestão, Desenvolvimento de Produto e Soluções Tecnológicas.
Ao longo dos anos, a JuniFEUP tem-se destacado pela sua capacidade de entregar soluções de alta qualidade, contribuindo para a formação de futuros engenheiros, gestores e empreendedores.

## História
A JuniFEUP foi criada por um grupo de estudantes empreendedores da FEUP com o objetivo de proporcionar aos alunos da universidade a oportunidade de trabalhar em projetos reais e desafiadores. Desde a sua fundação, tem-se afirmado como uma das principais júnior empresas em Portugal e na Europa, sendo uma das fundadoras da JADE Portugal (atualmente JE Portugal), a rede nacional de Junior Enterprises.
Em 2024, a JuniFEUP atingiu um marco importante, sendo reconhecida como a Júnior Empresa mais premiada de Portugal. Ao longo da sua história, a organização tem sido premiada em diversas categorias, incluindo Inovação, Sustentabilidade e Responsabilidade Social.

## Estrutura Organizacional

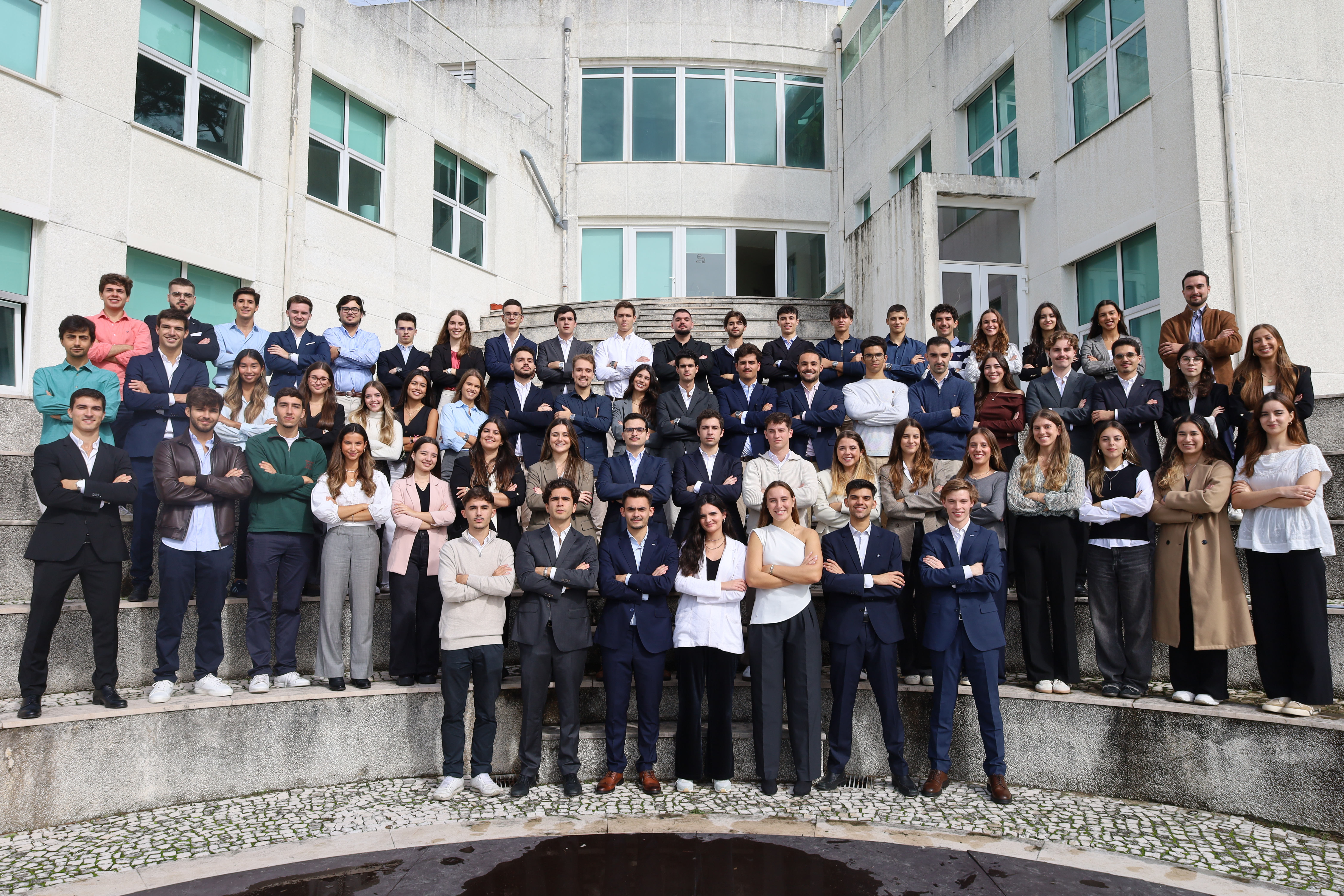
Equipa - 2025

A estrutura da JuniFEUP é composta por uma Direção Executiva formada por sete membros, incluindo o CEO, o COO e os diretores dos cinco departamentos operacionais: Tecnologia, Marketing & Design, Recursos Humanos, Qualidade & Controlo e Comercial. A gestão da organização é ainda apoiada por um Presidente Não Executivo, professor da FEUP, e por um Conselho Consultivo de Antigos Membros (Alumni Advisory Board), que contribui com orientação estratégica.
A JuniFEUP conta com uma equipa composta por mais de 60 membros, provenientes de 18 cursos diferentes, garantindo uma forte multidisciplinaridade e um conjunto diversificado de competências para a execução dos projetos.

## Áreas de Atuação
A JuniFEUP opera principalmente em três áreas chave: Soluções Tecnológicas, Desenvolvimento de Produto e Consultoria de Gestão. Estas áreas são a base para a criação de soluções personalizadas que atendem às necessidades específicas de cada cliente, com foco em inovação, qualidade e eficiência.

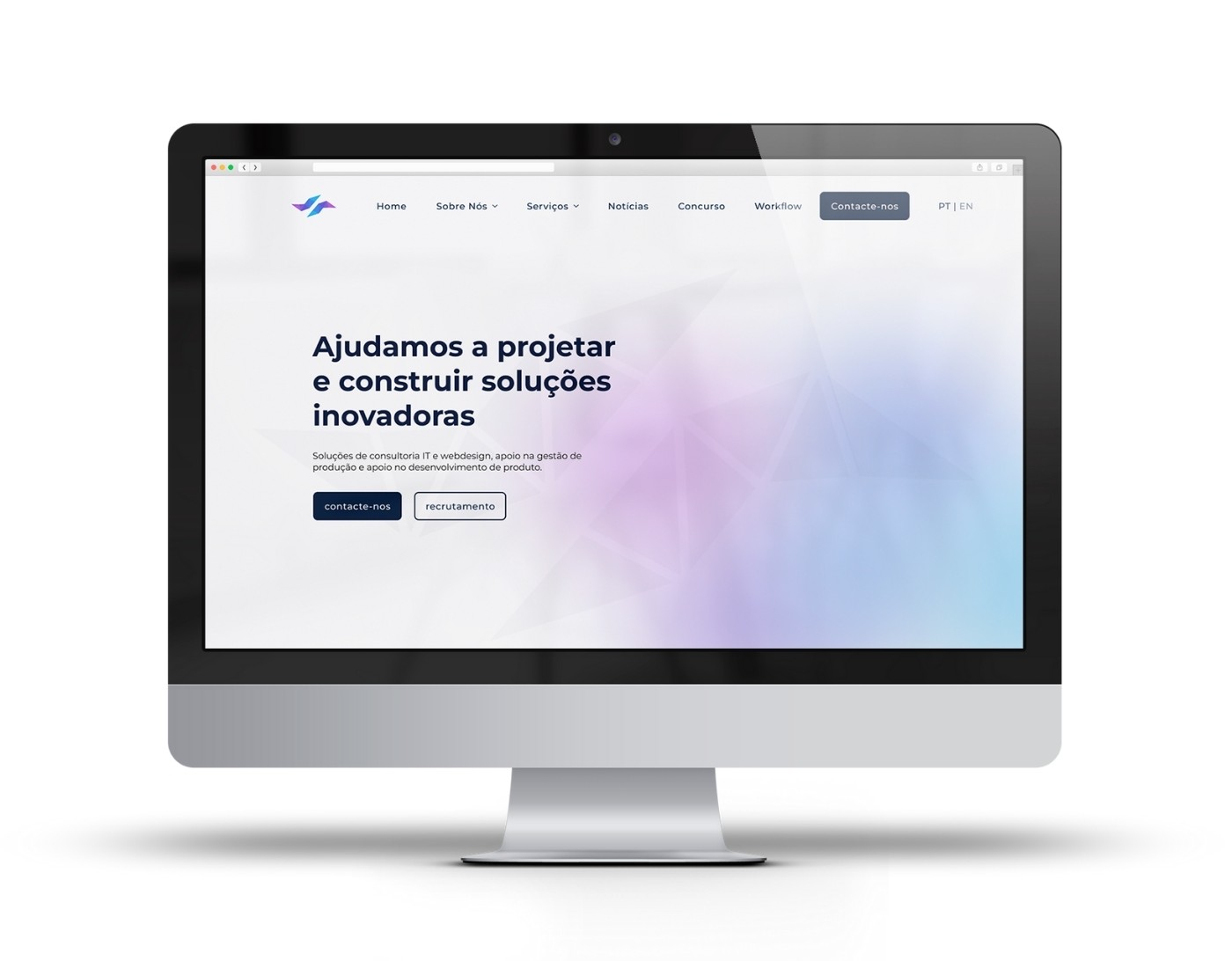
Site - JuniFEUP

### 1. Soluções Tecnológicas
A área de Soluções Tecnológicas da JuniFEUP está focada no desenvolvimento de plataformas digitais, aplicações móveis e sistemas personalizados para empresas e organizações. Utilizando as mais recentes tecnologias como Inteligência Artificial (IA), Visão Computacional e Sistemas de Gestão de Conteúdo (CMS), a JuniFEUP entrega soluções que maximizam a eficiência e a inovação para os seus clientes.

#### Exemplos de Projetos:
- Plataforma "Jobs": Plataforma digital desenvolvida para otimizar os processos de recrutamento, utilizando IA para análise de currículos e gestão de candidaturas.
- Aplicações móveis para e-commerce, gestão de eventos e educação online.
- Integração de Chatbots em sistemas digitais para melhorar o atendimento ao cliente e a experiência de utilizador.

### 2. Desenvolvimento de Produto
A área de Desenvolvimento de Produto envolve a criação de protótipos, modelação e otimização de produtos, com foco na inovação e funcionalidade. A JuniFEUP trabalha diretamente com empresas de diferentes sectores para criar soluções que vão desde a concepção até à prototipagem e produção.

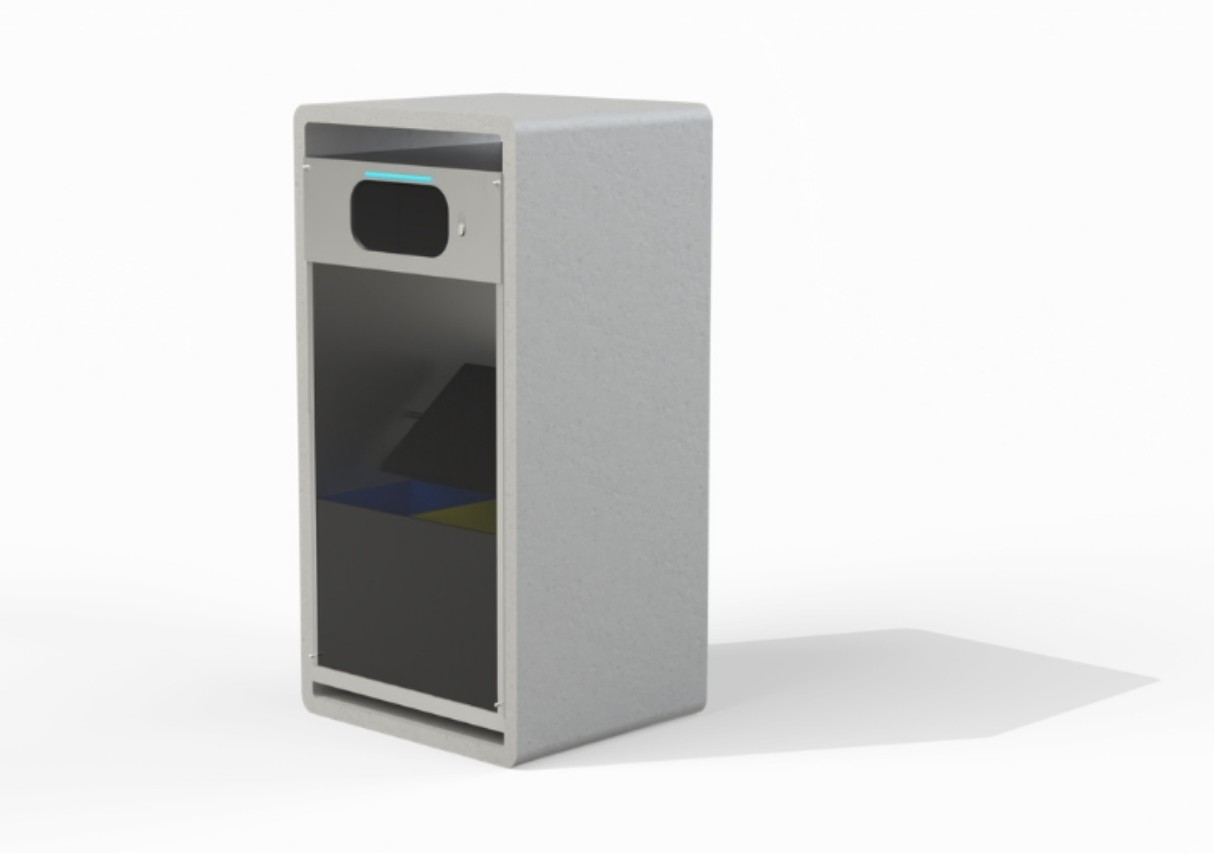
EcoBrain

#### Exemplos de Projetos:
- EcoBrain: Contentor inteligente de separação de resíduos, que utiliza IA e Visão Computacional para melhorar a gestão de resíduos nas cidades.
- Noocity: Vaso de compostagem inovador com foco na redução de custos de produção e embalagem eficiente (flat-packaging).
- Desenvolvimento de Produtos Personalizados como prémios, lembranças e material promocional para empresas e associações.

### 3. Consultoria de Gestão
Na área de Consultoria de Gestão, a JuniFEUP oferece uma gama de serviços focados na melhoria da eficiência e competitividade das empresas. Os projetos incluem estudos de mercado, planos de negócio, análise de processos e estratégias de inovação.
Exemplos de Projetos:
- Media Capital: Estudo sobre Inteligência Artificial (IA) aplicado à tradução, legendagem e dobragem, com foco em otimizar processos internos.
- QualEnergy: Desenvolvimento de um plano estratégico para uma empresa de manutenção de sistemas de energia, com foco na expansão e sustentabilidade.
- Pesquisa sobre Internet das Coisas (IoT): Projeto que envolveu o estudo do crescimento do IoT e da sua aplicação em diversos setores industriais.

## Impacto Social
A JuniFEUP não só se dedica a fornecer soluções empresariais e tecnológicas de qualidade, mas também se compromete a ter um impacto social significativo. A organização está profundamente envolvida em iniciativas que visam promover a sustentabilidade, a inclusão social e o empoderamento.

### 1. Responsabilidade Social Corporativa (CSR)
A JuniFEUP tem um forte compromisso com a responsabilidade social, promovendo diversas iniciativas de impacto social que beneficiam a comunidade. Estas ações envolvem a implementação de soluções sustentáveis, a promoção de eventos sociais e o apoio a causas locais.

#### Iniciativas de Responsabilidade Social:

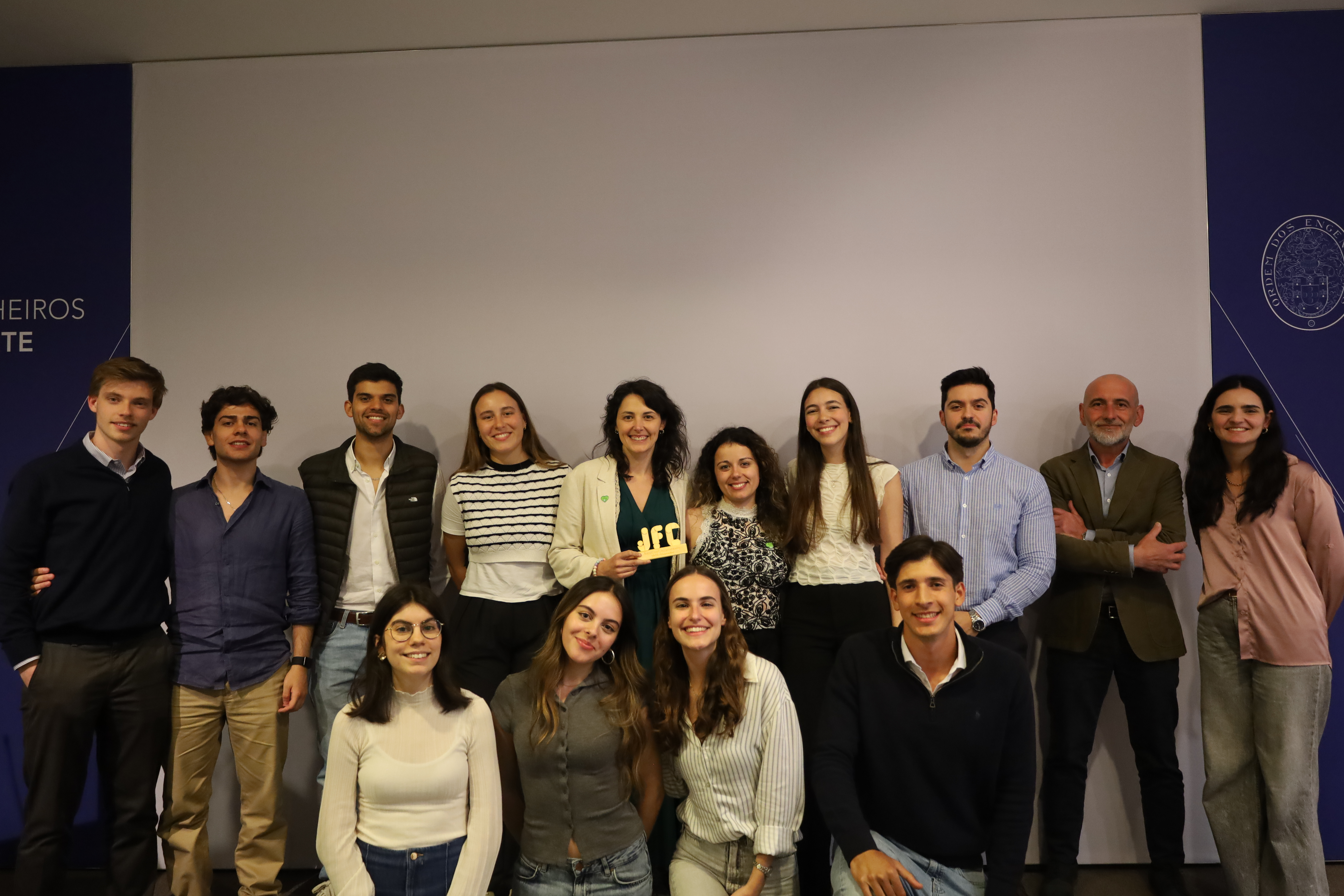
JuniForCommunity 2025

JuniForCommunity: Concurso anual em que a JuniFEUP desenvolve um projeto pro bono para uma organização social. O projeto vencedor recebe apoio da JuniFEUP para a criação de uma plataforma digital ou solução inovadora.
- Exemplo 2025: Desenvolvimento de uma plataforma solidária para a Associação AFUA, onde as entidades sem fins lucrativos possam divulgar e vender produtos, serviços ou campanhas de angariação de fundos de forma direta, segura e acessível ao público.

- Exemplo 2024: Desenvolvimento de uma plataforma para a Associação Cuidadores para melhorar a gestão de voluntários e cuidadores em Portugal.[10]
- Exemplo 2023: Desenvolvimento de uma aplicação para a APELA (Associação Portuguesa de Esclerose Lateral Amiotrófica) para apoiar pacientes e cuidadores.[11]

### 2. Projetos Sustentáveis e Inovadores
A JuniFEUP desenvolve vários projetos com um foco forte em sustentabilidade ambiental e inclusão social. Estes projetos têm como objetivo criar soluções que beneficiem o ambiente e as comunidades em geral.
Exemplos de Projetos Sustentáveis:
- EcoBrain: Contentor inteligente de separação de resíduos que usa IA e visão computacional para otimizar a gestão de resíduos e promover a reciclagem sustentável.
- EasyMove: Aplicação que facilita a mobilidade para pessoas com mobilidade reduzida, melhorando a acessibilidade e a inclusão social.
- Máquina de Filamento Reciclado: Projeto que converte garrafas plásticas em filamento reciclado para impressoras 3D, promovendo a redução de resíduos.
- Bombeiros Sapadores do Porto: Plataforma que permite automatizar o escalonamento bi-diário de horários do Regimento de Sapadores Bombeiros do Porto através de um algoritmo que implementa inteligência artificial. Este projeto pretende revolucionar o processo de escalonamento de horários através de um algoritmo pioneiro a nível nacional.[12]Descubra mais em: Notícia JN

### 3. Inclusão Social e Empoderamento
Além da inovação tecnológica, a JuniFEUP foca em iniciativas de empoderamento social, promovendo a igualdade de género e o acesso a oportunidades para todos os grupos da sociedade.

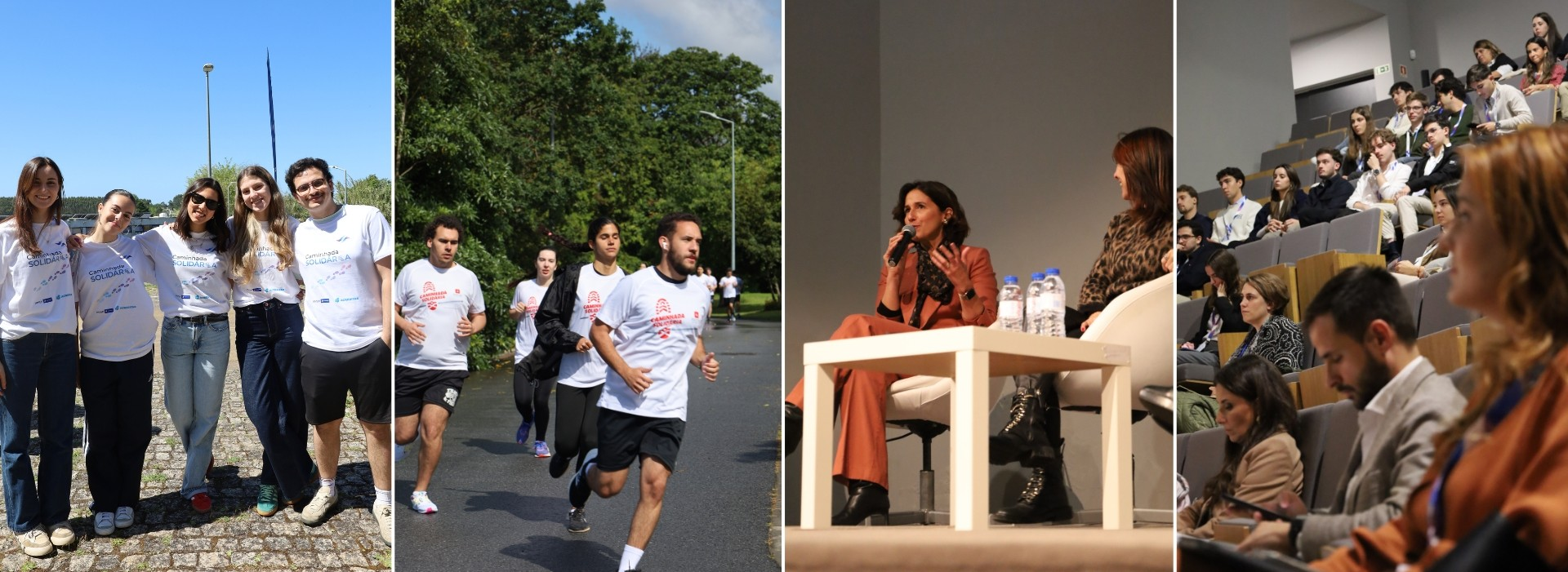
Solidary Run & SHE THINKS BIG

#### Exemplos de Iniciativas:
- SHE THINKS BIG: Evento dedicado ao empoderamento feminino no empreendedorismo, promovendo a igualdade de género e a visibilidade das mulheres líderes nos negócios.
- Solidary Run: Evento de angariação de fundos para a Liga Portuguesa Contra o Cancro, com o objetivo de apoiar a pesquisa e tratamento do cancro.[13]

### 4. Parcerias Estratégicas
A JuniFEUP também colabora com várias empresas e instituições para promover iniciativas de impacto social. Alguns exemplos de parcerias incluem:
- CEiiA e UPTEC para o desenvolvimento de soluções tecnológicas sustentáveis.
- Escadrille (a Júnior Empresa mais sustentável da Europa em 2022) para integração de boas práticas de responsabilidade social.

## Prémios e Reconhecimentos

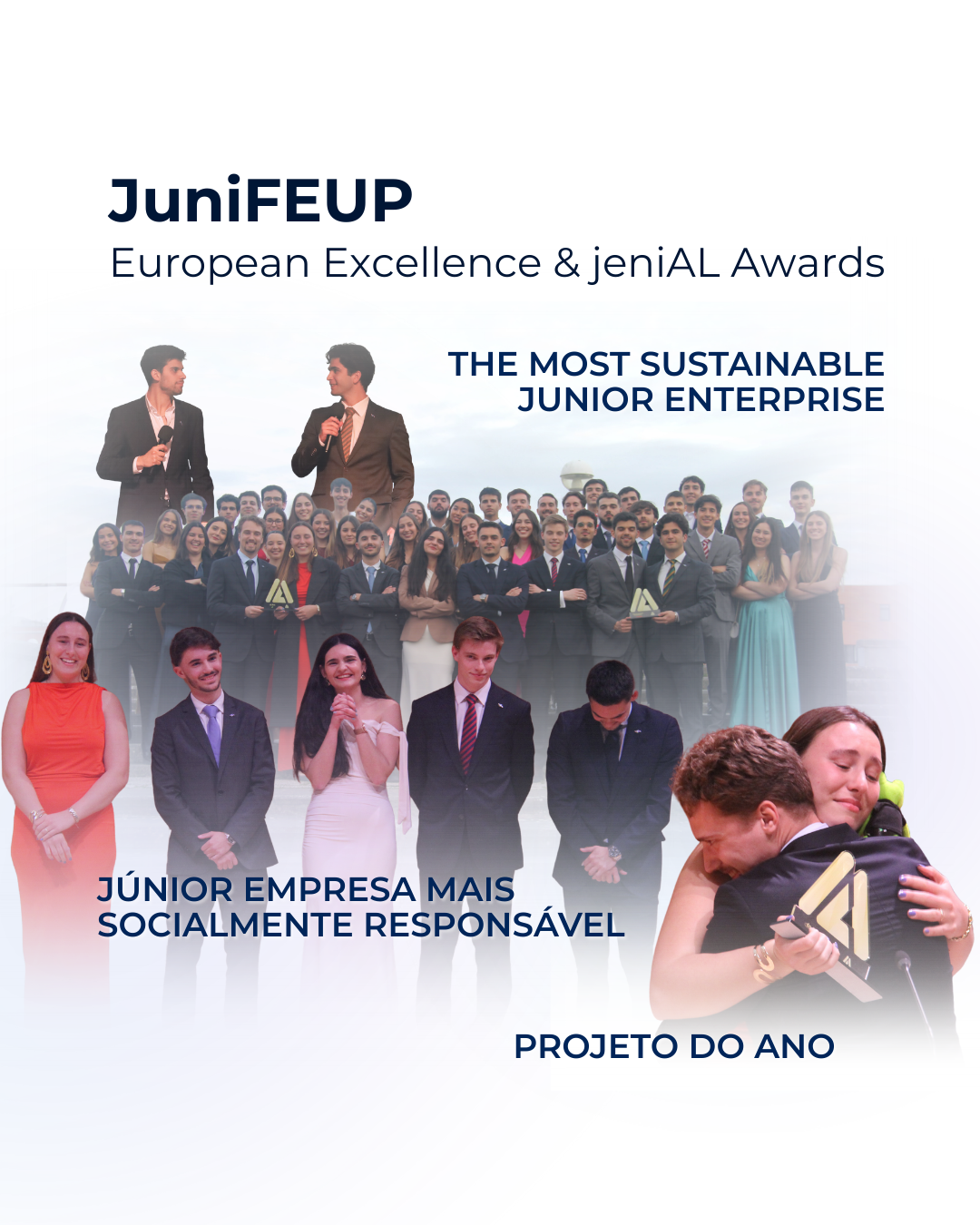
Prémios 2024 - JuniFEUP

Ao longo da sua trajetória, a JuniFEUP tem sido reconhecida por sua excelência em inovação, responsabilidade social e impacto. Alguns dos prémios recebidos incluem:
| Ano  | Prémios                                     |
| ---- | ------------------------------------------- |
| 2024 | Most Sustainable European Junior Enterprise |
| 2024 | Projeto do Ano                              |
| 2024 | Júnior Empresa Mais Socialmente Responsável |
| 2023 | Júnior Empresa Mais Inovadora               |
| 2023 | Júnior Empresa Socialmente Responsável      |
| 2021 | Júnior Empresa Mais Promissora              |
| 2017 | Júnior Empresa Mais Promissora              |

Para além de ter sido finalista do JADE Excellence Awards em diversas edições, destacando-se pela qualidade dos seus projetos e pela excelência organizacional.